# Lucas Bravo

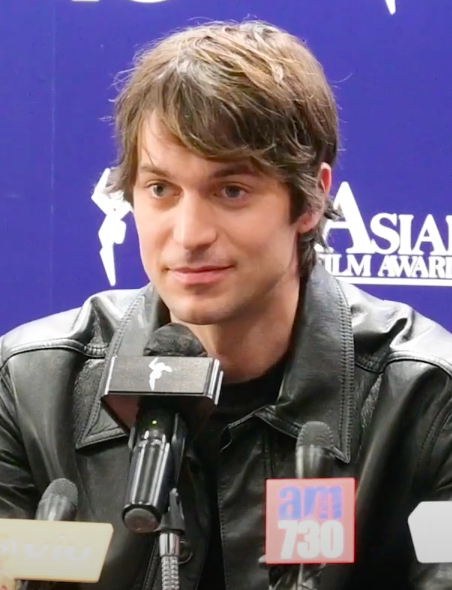

Lucas Nicolas Bravo (Nizza, 26 marzo 1988) è un attore e modello francese È conosciuto principalmente per il suo ruolo nella serie comica romantica di Netflix Emily in Paris (2020–presente). È anche noto per i suoi ruoli cinematografici nella commedia drammatica Mrs. Harris Goes to Paris (2022) e nelle commedie romantiche Ticket to Paradise (2022) e The Honeymoon (2022).

## Biografia
Lucas Bravo è nato il 26 marzo 1988 a Nizza, nelle Alpi Marittime, figlio dell'ex calciatore francese Daniel Bravo, vincitore dell'Europeo 1984 con la Francia, e della cantante Eva Bravo. Ha frequentato il Lycée Pasteur a Neuilly-sur-Seine.
Bravo ha fatto il suo debutto sullo schermo in Sous le soleil de Saint Tropez (2013). L'anno successivo, è apparso nel ruolo di Antoine Mufla nel film commedia drammatica francese La Crème de la crème, diretto da Kim Chapiron. Dal 2020 recita al fianco di Lily Collins nella serie comica romantica di Netflix Emily in Paris nel ruolo di Chef Gabriel, vicino di casa di Emily e suo interesse amoroso.
Bravo ha recitato in Mrs. Harris Goes to Paris, insieme a Lesley Manville, Isabelle Huppert e Jason Isaacs, diretto da Anthony Fabian e basato sull'omonima novella di Paul Gallico. Ad agosto è stato riportato che apparirà nel prossimo film di Dean Craig, The Honeymoon, al fianco di Maria Bakalova. A ottobre è stato scelto per il cast della commedia romantica Ticket to Paradise, con George Clooney, Julia Roberts e Kaitlyn Dever, diretta da Ol Parker.

## Filmografia

### Cinema
- La Crème de la crème, regia di Kim Chapiron (2014)
- La signora Harris va a Parigi (Mrs Harris Goes to Paris), regia di Anthony Fabian (2022)
- Ticket to Paradise, regia di Ol Parker (2022)
- Le donne al balcone - The Balconettes (Les Femmes au balcon), regia di Noémie Merlant (2024)
- Libre, regia di Mélanie Laurent (2024)

### Televisione
- Bella è la vita (Plus belle la vie) – serie TV, episodio 13x03 (2016)
- Emily in Paris – serie TV, 20 episodi (2020-in corso)

## Doppiatori italiani
Nelle versioni in italiano dei suoi lavori, Lucas Bravo è stato doppiato da:
- Mattia Bressan in Emily in Paris
- Emanuele Ruzza in Ticket to Paradise
- Serge Pirilli in La signora Harris va a Parigi
- Jacopo Venturiero in Libre
- Paolo De Santis in Le donne al balcone - The Balconettes